# 宮内省 (律令制)

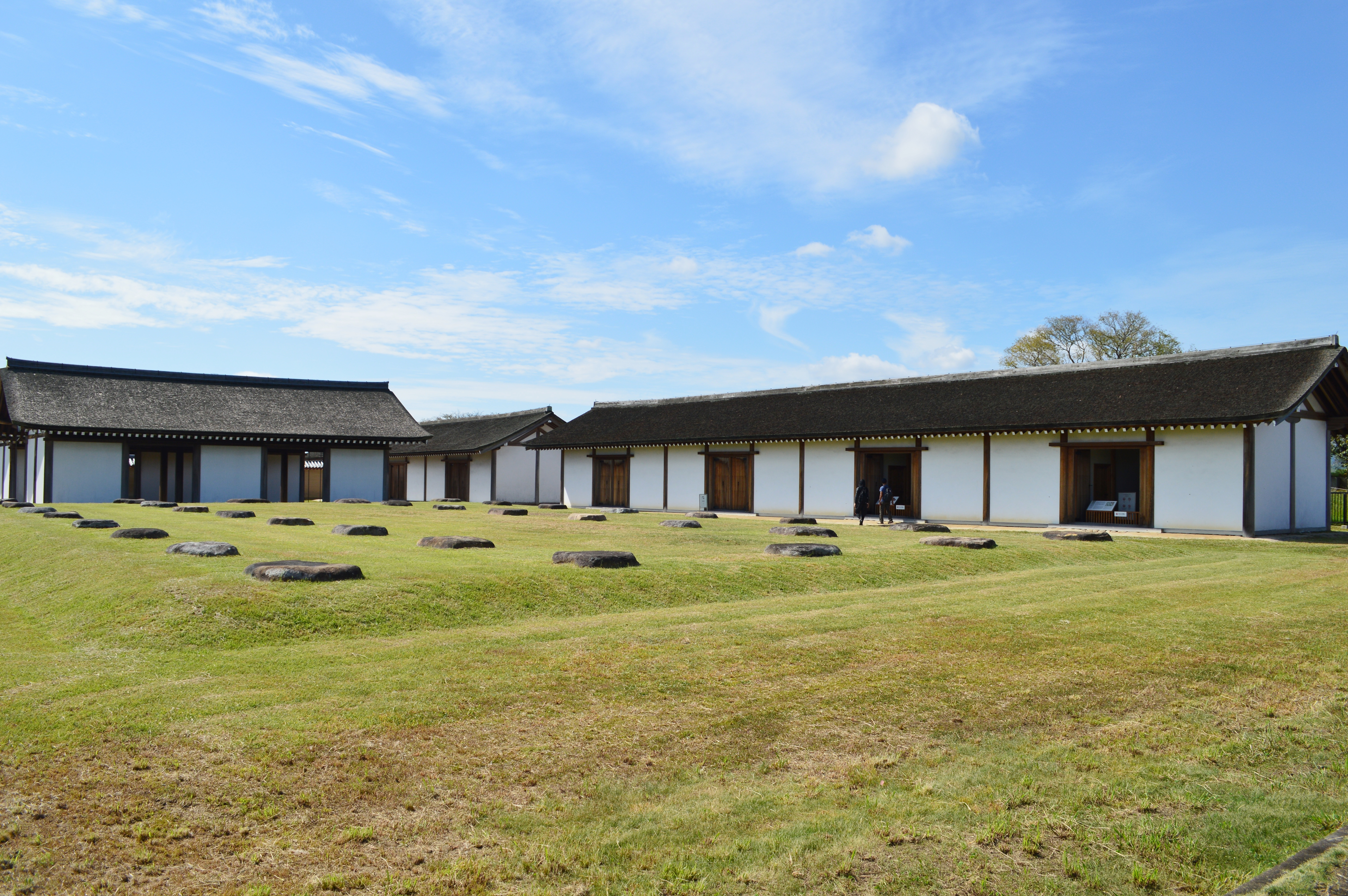
平城宮 推定宮内省跡

宮内省（くないしょう、みやうちのつかさ）とは、古代の律令制で規定された八省の一つで太政官の下に置かれた。
八省のうち中務省は宮中の政治に関する事務、宮内省は政事に関係のない宮中の庶務を扱った。
宮内省は太政官の右弁官局の被官で、はじめ1職4寮13司、のち統廃合されて1職5寮5司の官司を所管し、宮廷の修繕や食事、掃除、医療などの庶務一切を務め、天皇の財産を管理した。職員は宮内卿以下の四等官その他がいる。

## 職員
長官である宮内卿は正四位下相当であるが、従三位以上の公卿が任命されることも多かった。
大輔以下の職員構成以下のとおり
- 大輔（正五位下相当）…一人
- 少輔（従五位下相当）…一人
- 大丞（正六位下相当）…一人
- 少丞（従六位上相当）…二人
- 大録（正七位上相当）…一人
- 少録（正八位上相当）…二人

註：大輔・少輔には後に権官も設置された。
- 史生
- 省掌
- 使部
- 直丁

## 宮内省被官の官司
- 大膳職
- 木工寮
- 大炊寮
- 主殿寮
- 典薬寮
- 掃部寮（令外官）
- 正親司
- 内膳司
- 造酒司
- 采女司
- 主水司
- 主油司
- 官奴司
- 内掃部司
- 鍛冶司
- 内染司
- 土工司
- 園池司
- 筥陶司